# Comité islandais des noms
Le comité islandais des noms (en islandais : Mannanafnanefnd) est un comité qui supervise l'usage des prénoms en Islande. Il tient un registre officiel des prénoms islandais approuvés et régit l'introduction de nouveaux prénoms dans la culture islandaise.

## Composition et mission
Le Comité des noms a été créé en 1991 pour déterminer si de nouveaux prénoms non utilisés auparavant en Islande se prêtent à une intégration dans la langue et la culture islandaises. Le comité comprend trois membres nommés pour quatre ans, nommés par le ministre de la Justice - un nommé par le Comité de la langue islandaise, un par la Faculté de philosophie de l'université d'Islande et un par la Faculté de droit de l'université.
Un prénom qui ne figure pas déjà sur la liste officielle des prénoms approuvés doit être soumis au comité de nommage pour approbation. Un nouveau nom est considéré pour sa compatibilité avec la tradition islandaise et pour la probabilité qu'il puisse causer de l'embarras au porteur. En vertu de l'article 5 de la loi sur les noms personnels, les noms doivent être compatibles avec la grammaire islandaise (dans laquelle tous les noms, y compris les noms propres, ont un genre grammatical et se déclinent de manière ordonnée selon le système de cas de la langue). Les noms doivent également contenir uniquement des lettres apparaissant dans l'alphabet islandais et, à quelques exceptions près, le genre grammatical d'un nom doit, jusqu'en 2019, correspondre au sexe de la personne portant le nom. Le comité estime que le prénom doit refléter de manière non ambigüe le genre de la personne qui le porte (masculin ou féminin).
En 2012, le registre des noms personnels (Mannanafnaskrá) contenait 1 712 prénoms masculins et 1 853 prénoms féminins.
En 2019, le parlement islandais a adopté la loi sur l'autonomie de genre (Lög um kynrænt sjálfræði), garantissant le droit des personnes transgenres et intersexuées à l'auto-identification de genre, et reconnaissant dans la loi la non-binarité. À cet effet, les prénoms ne sont plus limités par le genre. De plus, les personnes officiellement enregistrées comme non binaires sont autorisées à utiliser le suffixe neutre -bur (« enfant de »), à la place de -son (« fils de ») ou -dóttir (« fille de »),.

## Controverses
Le comité des noms est impopulaire en Islande et a fait l'objet de plusieurs controverses.

### Jón Gnarr
Jón Gnarr, ancien maire de Reykjavík, a demandé à supprimer légalement "Kristinsson" de son nom, afin de se dissocier de son père. Face au refus du comité, il a critiqué la décision, soulignant que si Robert Mugabe déménageait en Islande, en tant qu'étranger, il serait autorisé à conserver ce nom non conforme, mais que les Islandais natifs n'étaient pas autorisés à avoir des noms non conformes. Gnarr n'a pas été autorisé à nommer légalement sa fille "Camilla" d'après sa grand-mère ; le nom a été orthographié "Kamilla" car la lettre C ne fait pas partie de l'alphabet islandais. Jón a été autorisé à changer légalement de nom en 2015, cependant, Gnarr, le nom de famille adopté par lui et ses enfants en 2005, n'a été reconnu par les tribunaux qu'en 2018 ; il était auparavant considéré légalement comme un deuxième prénom.

### Prénom épicène (Blær Bjarkardóttir Rúnarsdóttir)
Le comité a refusé d'autoriser l'enregistrement de Blær Bjarkardóttir Rúnarsdóttir (née en 1997) sous le nom qui lui avait été donné lorsqu'elle était bébé, au motif que le nom masculin blær ("douce brise" en islandais) ne pouvait être utilisé que comme un nom d'homme. Blær - identifiée dans les documents officiels comme Stúlka ("fille" en islandais) - et sa mère, Björk Eiðsdóttir, ont contesté la décision du comité devant le tribunal, arguant que le prénom Blær avait été utilisé par l'auteur islandais lauréat du prix Nobel Halldór Laxness comme nom d'un personnage féminin dans son roman de 1957 Brekkukotsannáll,,. Une autre femme en Islande était déjà enregistrée à l'époque sous le nom de Blær, et deux déclinaisons - une masculine et une féminine - existent pour le nom.
Le 31 janvier 2013, le tribunal de district de Reykjavík a statué en faveur de la famille et a annulé la décision du comité des noms, estimant que Blær pouvait en réalité être par ailleurs le nom d'un homme et d'une femme et que Blær avait un droit constitutionnel à son propre nom. Le tribunal rejette les affirmations du gouvernement selon lesquelles il était nécessaire de refuser sa demande afin de protéger la langue islandaise. Après cette décision, le ministre islandais de l'Intérieur a confirmé que le gouvernement accepterait la décision et ne ferait pas appel de l'affaire devant la Cour suprême du pays,. Le président du comité des noms, ainsi qu'un porte-parole du ministère de l'Intérieur (de), ont déclaré que la décision dans l'affaire Blær pourrait inciter le gouvernement à revoir les lois actuelles sur les noms personnels.

### Duncan et Harriet Cardew
Le comité a refusé d'accepter les noms de Duncan et Harriet Cardew, deux enfants nés en Islande d'un père britannique et d'une mère islandaise, parce que leurs noms ne répondaient pas aux critères d'inscription au registre des noms approuvés. Les enfants avaient à l'origine utilisé des passeports avec les noms de substitution Drengur (garçon) et Stúlka (fille). Cependant, en 2014, les autorités islandaises ont refusé de renouveler le passeport d'Harriet sans un nom légalement acceptable. Comme les Cardew étaient sur le point de se rendre en France, ils ont obtenu des passeports britanniques d'urgence pour Duncan et Harriet. Les parents ont également annoncé qu'ils déposeraient une plainte officielle s'opposant au rejet par le comité de dénomination des noms de leurs enfants et au refus du bureau des passeports de renouveler leurs passeports islandais. Les Cardew ont annoncé en juin 2016 qu'ils avaient gagné leur cause et que les noms de leurs enfants seraient reconnus.